# Poeta de Pearl

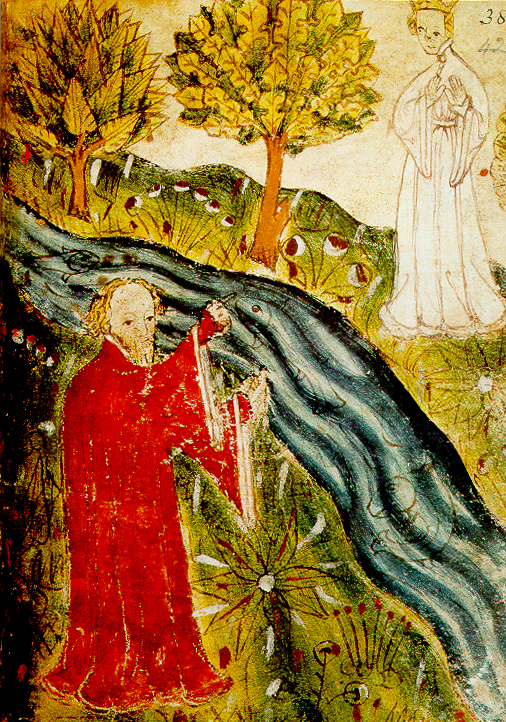
Imagem no manuscrito que contém as obras do Poeta de Pearl

O "Poeta de Pearl" (em inglês: "Pearl Poet") ou o "Poeta de Gawain" (em inglês: "Gawain Poet") é o autor de Pearl, um poema aliterativo escrito em inglês médio do século XIV. Ele também é, provavelmente, o autor dos poemas Sir Gawain and the Green Knight e Patiencee Cleanness; alguns acadêmicos sugerem que ele pode ter também composto St. Erkenwald. Todas as suas obras só podem ser encontradas em um manuscrito, Cotton Nero A.x, localizado na Biblioteca Britânica. O texto do manuscrito é um dos mais elogiados da poesia em inglês médio.
A real identidade do Poeta de Pearl permanece desconhecida. Alguns acadêmicos atribuem as obras a John Massey, um membro da nobreza rural de Cheshire. Esta atribuição, porém, não é amplamente aceito e, portanto, a designação mais usada é a de "Poeta de Pearl" ou "Poeta de Gawain".